# Kiss Péter (operaénekes)
Kiss Péter (? –) magyar operaénekes (tenor).

## Életpályája
Tanulmányait a Zeneakadémián végezte 1981-ben, majd ezt követően a Magyar Állami Operaház tagja lett magánénekesként. Első nagyobb szerepe Verdi Falstaffjának Fentonja volt és Mozart: Szöktetés a szerájból-Pedrillo szerepe. A 2001/2002-es évadtól kezdve az Operastúdió tagja, 2002 óta magánénekes. Rendszerint karakterszerepeket énekel.

## Főbb szerepei
- Puccini: Turandot - Poong
- Puccini: Manon Lescaut - Edmund
- Verdi: A végzet hatalma - Trabucco
- Verdi: A trubadúr - Ruiz
- Verdi: Falstaff - Fenton
- Verdi: Rigoletto - Borsa
- Wagner: Parsifal - Grál-lovag
- Wagner: A nürnbergi mesterdalnokok - Vogelgesang
- Weill: Mahagonny városának felemelkedése és bukása - Willy